# Europese kampioenschappen veldrijden 2017
De Europese kampioenschappen veldrijden 2017 waren de 15de editie van de Europese kampioenschappen veldrijden georganiseerd door de UEC. Het kampioenschap vond plaats op zondag 5 november 2017 in het Tsjechische Tábor.
De Nederlandse selectie bestond o.a. uit Mathieu van der Poel en Lars van der Haar (mannen elite), Maud Kaptheijns en Lucinda Brand (vrouwen elite, Sophie de Boer ging niet van start), Jens Dekker (mannen belofte) en Ceylin del Carmen Alvarado (vrouwen belofte).
Het kampioenschap bestond uit de volgende categorieën:
| • Mannen elite (23 jaar en ouder)   | 0000 1995 en ouder |
| • Mannen beloften (19 t/m 22 jaar)  | 0000 1996 - 1999   |
| • Jongens junioren (17 t/m 18 jaar) | 0000 2000 - 2001   |
|                                     |                    |
| • Vrouwen elite (23 jaar en ouder)  | 0000 1995 en ouder |
| • Vrouwen beloften (17 t/m 22 jaar) | 0000 1996 - 2001   |

## Programma
Alle tijden zijn lokaal (UTC+1).
| Datum                    | Tijd          | Categorie                                                                                               |
| ------------------------ | ------------- | --- |
| Zaterdag 4 november 2017 | 09:00 - 09:30 | Mannen masters 75+ Mannen masters 70-74 Vrouwen masters 60+ Vrouwen masters 55-59 Vrouwen masters 50-54 |
| Zaterdag 4 november 2017 | 09:45 - 10:30 | Mannen masters 65-69 Mannen masters 60-64 Vrouwen masters 45-49 Vrouwen masters 40-44                   |
| Zaterdag 4 november 2017 | 10:45 - 11:30 | Mannen masters 55-59 Mannen masters 50-54                                                               |
| Zaterdag 4 november 2017 | 12:45 - 13:45 | Mannen masters 45-49 Mannen masters 40-44 Vrouwen masters 35-39 Vrouwen masters 30-34                   |
| Zaterdag 4 november 2017 | 14:00 - 15:00 | Mannen masters 35-39 Mannen masters 30-34                                                               |
| Zondag 5 november 2017   | 09:00 - 09:50 | Jongens junioren                                                                                        |
| Zondag 5 november 2017   | 10:15 - 11:05 | Vrouwen beloften                                                                                        |
| Zondag 5 november 2017   | 11:30 - 12:30 | Mannen beloften                                                                                         |
| Zondag 5 november 2017   | 13:00 - 13:55 | Vrouwen elite                                                                                           |
| Zondag 5 november 2017   | 14:30 - 15:40 | Mannen elite                                                                                            |

## Belgische en Nederlandse selectie

### België
- Mannen elite − Jens Adams, Toon Aerts, Quinten Hermans, Tim Merlier, Kevin Pauwels, Daan Soete, Laurens Sweeck, Michael Vanthourenhout en Gianni Vermeersch (reserves: Vincent Baestaens en Dieter Vanthourenhout)
- Vrouwen elite − Sanne Cant, Loes Sels, Joyce Vanderbeken, Kim Van de Steene, Ellen Van Loy en Jolien Verschueren (reserve: Karen Verhestraeten)
- Mannen beloften − Thijs Aerts, Eli Iserbyt, Thomas Joseph, Yannick Peeters, Jelle Schuermans en Toon Vandebosch (reserve: Stijn Caluwé)
- Vrouwen beloften − Axelle Bellaert, Laura Verdonschot en Suzanne Verhoeven
- Jongens junioren − Jarno Bellens, Maxim De Wulf, Gerben Kuypers, Arno Van Den Broeck, Vince Van Den Eynde en Niels Van De Putte (reserve: Witse Meeussen)[2]

Bondscoach: Sven Vanthourenhout

### Nederland
- Mannen elite − Mathieu van der Poel, Lars van der Haar, Corne van Kessel, David van der Poel, Stan Godrie en Twan van den Brand
- Vrouwen elite − Maud Kaptheijns, Lucinda Brand, Annemarie Worst, Denise Betsema en Geerte Hoeke (afmelding: Sophie de Boer)
- Mannen beloften − Jens Dekker, Sieben Wouters, Maik van der Heijden, Kelvin Bakx en Thymen Arensman
- Vrouwen beloften − Ceylin del Carmen Alvarado, Fleur Nagengast, Manon Bakker, Inge van der Heijden en Yara Kastelijn
- Jongens junioren − Ryan Kamp, Pim Ronhaar, Luke Verburg, Bart Artz, Mees Hendrikx en Bodi del Grosso

Bondscoach: Gerben de Knegt

## Medailleoverzicht
| Categorie        | Goud                 | Goud   | Zilver            | Zilver | Brons               | Brons   |
| Mannen           | Mannen               | Mannen | Mannen            | Mannen | Mannen              | Mannen  |
| ---------------- | -------------------- | ------ | ----------------- | ------ | ------------------- | ------- |
| Mannen elite     | Mathieu van der Poel | 57'37" | Lars van der Haar | + 22"  | Toon Aerts          | + 1'27" |
| Mannen beloften  | Eli Iserbyt          | 53'19" | Tom Pidcock       | z.t.   | Sieben Wouters      | + 8"    |
| Jongens junioren | Loris Roullier       | 39'16" | Tomas Kopecky     | + 2"   | Ben Tulett          | + 7"    |
| Vrouwen          |                      |        |                   |        |                     |         |
| Vrouwen elite    | Sanne Cant           | 41'57" | Lucinda Brand     | z.t.   | Alice Maria Arzuffi | + 15"   |
| Vrouwen beloften | Chiara Teocchi       | 35'36" | Laura Verdonschot | z.t.   | Nikola Nosková      | + 4"    |

## Resultaten

### Mannen elite
| Plaats                  | Naam                   | Tijd    |
| ----------------------- | ---------------------- | ------- |
| Europeese kampioenstrui | Mathieu van der Poel   | 57'37"  |
| Zilver                  | Lars van der Haar      | + 22"   |
| Brons                   | Toon Aerts             | + 1'27" |
| 4                       | Michael Vanthourenhout | z.t.    |
| 5                       | David van der Poel     | + 1'30" |
| 6                       | Jens Adams             | + 1'32" |
| 7                       | Michael Boroš          | + 1'33" |
| 8                       | Laurens Sweeck         | + 1'34" |
| 9                       | Corné van Kessel       | + 1'36" |
| 10                      | Kevin Pauwels          | z.t.    |

### Vrouwen elite
| Plaats                  | Naam                | Tijd    |
| ----------------------- | ------------------- | ------- |
| Europeese kampioenstrui | Sanne Cant          | 41'57"  |
| Zilver                  | Lucinda Brand       | z.t.    |
| Brons                   | Alice Maria Arzuffi | + 15"   |
| 4                       | Annemarie Worst     | + 45"   |
| 5                       | Maud Kaptheijns     | + 1'06" |
| 6                       | Eva Lechner         | + 1'10" |
| 7                       | Ellen Van Loy       | + 1'25" |
| 8                       | Helen Wyman         | + 1'32" |
| 9                       | Denise Betsema      | + 1'34" |
| 10                      | Pavla Havlíková     | + 1'40" |

### Mannen beloften
| Plaats                  | Naam             | Tijd   |
| ----------------------- | ---------------- | ------ |
| Europeese kampioenstrui | Eli Iserbyt      | 53'19" |
| Zilver                  | Tom Pidcock      | z.t.   |
| Brons                   | Sieben Wouters   | + 8"   |
| 4                       | Joshua Dubau     | + 13"  |
| 5                       | Jens Dekker      | + 18"  |
| 6                       | Antoine Benoist  | + 21"  |
| 7                       | Yannick Peeters  | + 25"  |
| 8                       | Sandy Dujardin   | + 27"  |
| 9                       | Thijs Aerts      | + 31"  |
| 10                      | Jelle Schuermans | + 32"  |

### Vrouwen beloften
| Plaats                  | Naam                       | Tijd   |
| ----------------------- | -------------------------- | ------ |
| Europeese kampioenstrui | Chiara Teocchi             | 35'36" |
| Zilver                  | Laura Verdonschot          | z.t.   |
| Brons                   | Nikola Nosková             | + 4"   |
| 4                       | Ceylin del Carmen Alvarado | + 18"  |
| 5                       | Yara Kastelijn             | + 28"  |
| 6                       | Nadja Heigl                | + 32"  |
| 7                       | Magdalena Mišoňová         | + 35"  |
| 8                       | Silvia Persico             | + 44"  |
| 9                       | Inge van der Heijden       | + 52"  |
| 10                      | Adéla Šafářová             | + 56"  |

### Jongens junioren
| Plaats                  | Naam                | Tijd    |
| ----------------------- | ------------------- | ------- |
| Europeese kampioenstrui | Loris Roullier      | 39'16"  |
| Zilver                  | Tomas Kopecky       | + 2"    |
| Brons                   | Ben Tulett          | + 7"    |
| 4                       | Ryan Kamp           | + 12"   |
| 5                       | Pim Ronhaar         | + 23"   |
| 6                       | Sean Flynn          | + 46"   |
| 7                       | Jarno Bellens       | + 54"   |
| 8                       | Vince Van den Eynde | + 57"   |
| 9                       | Arno Van den Broeck | + 1'06" |
| 10                      | Piotr Kryński       | + 1'08" |

## Medaillespiegel
| Plaats | Land                | Goud | Zilver | Brons | Totaal |
| 1      | België              | 2    | 1      | 1     | 4      |
| 2      | Nederland           | 1    | 2      | 1     | 4      |
| 3      | Italië              | 1    | 0      | 1     | 2      |
| 4      | Zwitserland         | 1    | 0      | 0     | 1      |
| 5      | Verenigd Koninkrijk | 0    | 1      | 1     | 2      |
| 5      | Tsjechië            | 0    | 1      | 1     | 2      |
| Totaal | Totaal              | 5    | 5      | 5     | 15     |

## Reglementen

### Landenquota
Nationale federaties mochten per categorie het volgende aantal deelnemers inschrijven:
- 8 rijders + 4 reserve rijders

Daarnaast ontvingen de uittredend Europese kampioenen een persoonlijke startplaats, mits zij nog startgerechtigd waren in de betreffende categorie.

### Startvolgorde
De startvolgorde per categorie was als volgt:
1. Meest recente UCI ranking veldrijden
2. Niet gerangschikte renners: per land in rotatie (o.b.v. het landenklassement van het laatste WK). De startvolgorde van niet gerangschikte renners binnen een team werd bepaald door de nationale federatie.

### Prijzengeld
In onderstaande tabel vindt u de verdeling van het prijzengeld per categorie:
| Pos.   | Mannen elite | Vrouwen elite | Mannen U23 | Vrouwen U23 | Jongens junioren |
| ------ | ------------ | ------------- | ---------- | ----------- | ---------------- |
| 1.     | € 1.400      | € 1.400       | € 700      | € 700       | € 350            |
| 2.     | € 800        | € 800         | € 400      | € 400       | € 200            |
| 3.     | € 600        | € 600         | € 300      | € 300       | € 150            |
| Totaal | € 2.800      | € 2.800       | € 1.400    | € 1.400     | € 700            |

## Uitzendschema
| Land       | Zender                               | Datum              | Tijd          | Categorie                                          |
| ---------- | ------------------------------------ | ------------------ | ------------- | -------------------------------------------------- |
| Europa     | Eurosport Player (digitaal platform) | Zondag 5 november  | 13:00 - 14:30 | Vrouwen elite (live)                               |
| Europa     | Eurosport Player (digitaal platform) | Zondag 5 november  | 14:30 - 16:00 | Mannen elite (live)                                |
| België     | Eén                                  | Zondag 5 november  | 13:30 - 14:30 | Vrouwen elite (uitgesteld)                         |
| België     | Eén                                  | Zondag 5 november  | 14:30 - 16:00 | Mannen elite (live)                                |
| Denemarken | TV 2 Play (digitaal platform)        | Zondag 5 november  | 13:00 - 16:00 | Vrouwen elite (live) Mannen elite (live)           |
| Nederland  | NPO 1 (NOS)                          | Zondag 5 november  | 13:10 - 13:50 | Vrouwen elite (live)                               |
| Nederland  | NPO 1 (NOS)                          | Zondag 5 november  | 14:30 - 15:50 | Mannen elite (live)                                |
| Tsjechië   | ČT Sport                             | Zondag 5 november  | 08:45 - 10:15 | Jongens junioren (live)                            |
| Tsjechië   | ČT Sport                             | Zondag 5 november  | 10:15 - 11:30 | Vrouwen beloften (live)                            |
| Tsjechië   | ČT Sport                             | Zondag 5 november  | 11:30 - 14:30 | Mannen beloften (live)                             |
| Tsjechië   | ČT Sport                             | Zondag 5 november  | 13:00 - 14:30 | Vrouwen elite (live)                               |
| Tsjechië   | ČT Sport                             | Zondag 5 november  | 14:30 - 16:00 | Mannen elite (live)                                |
| Tsjechië   | ČT Sport                             | Maandag 6 november | 08:25 - 11:25 | Vrouwen elite (herhaling) Mannen elite (herhaling) |
| Tsjechië   | ČT Sport                             | Dinsdag 7 november | 08:40 - 09:55 | Vrouwen elite (herhaling)                          |